# Docusign
DocuSign — це американська компанія з головним офісом у Сан-Франциско, Каліфорнія. Компанія надає фірмам можливість цифрового створення договорів, їх підписання за допомогою електронного підпису та архівації угод. Маючи 820 000 клієнтів, DocuSign наразі працює у понад 180 країнах.

## Історія
DocuSign була заснована у 2003 році Кортом Лоренціні, Томом Гонсером та Еріком Ранфтом у Сіетл, Вашингтон. У 2010 році компанія перенесла свій головний офіс до Сан-Франциско. У 2016 році компанія переїхала в межах міста на шість поверхів нової офісної будівлі, розрахованої на 560 робочих місць. У 2016 році DocuSign посіла 3-тє місце в рейтингу Forbes Cloud 100.
Ранфт покинув компанію вже у 2005 році. Лоренціні залишив DocuSign у 2008 році, щоб підтримати стартап з виробництва біодизеля.
З виходом на біржу останній засновник Том Гонсер покинув компанію у 2018 році.
У вересні 2018 року DocuSign придбала постачальника хмарних послуг SpringCM за 220 млн. USD, щоб пропонувати повне управління контрактами з автоматизованими процесами. DocuSign торгується на NASDAQ під тікером DOCU.
DocuSign має вісімнадцять офісів по всьому світу, зокрема в Каїрі, Токіо, Дубліні та Франкфурті-на-Майні і співпрацює з такими клієнтами, як Lufthansa, Microsoft, SAP, Deutsche Telekom, LinkedIn, Yamaha та Liebherr.

## Конкуренти
Інші постачальники, що пропонують схожі рішення, це Adobe з Adobe Sign, Dropbox з Dropbox Sign (раніше Hello Sign), SignNow.